# 黑爾默河畔黑林根
黑尔默河畔黑林根（德語：Heringen/Helme），简称黑林根（德語：Heringen，發音：[ˈheːʁɪŋən] ⓘ），是德国图林根州诺德豪森县的城市，面积66.91平方千米，2023年12月31日人口为4,582人。

## 人物
- 赫尔曼·亨德里希（英语：Hermann Hendrich）（1854-1931），画家